# Stänkskinn
Stänkskinn (Hyphoderma medioburiense) är en svampart som först beskrevs av Edward Angus Burt, och fick sitt nu gällande namn av Donk 1957. Stänkskinn ingår i släktet Hyphoderma och familjen Meruliaceae.  Arten är reproducerande i Sverige. Inga underarter finns listade i Catalogue of Life.